# Parc d'État de Big Oak Tree
Le Parc d'État de Big Oak Tree (en anglais : Big Oak Tree State Park) est une réserve naturelle située dans l'État du Missouri, aux États-Unis. Il fut fondé en 1937 sur les rives du fleuve Mississippi. Il est connu pour ses forêts de cyprès chauves.